# New Zealand Music Awards
Les New Zealand Music Awards (NZMA) sont un ensemble de récompenses remises lors d'une cérémonie annuelle par l'association de l'industrie discographique néo-zélandaise, Recorded Music NZ.

## Historique
- Création : la première cérémonie, crée en 1965 à l'initiative d'un groupe industriel de produits ménagers, cosmétiques et de santé, en coopération avec l'industrie du disque du pays des kiwis, s'intitule les Loxene Golden Disc, en référence à un shampoing. D'un seul prix remis en 1965, la liste des récompenses s'étoffe petit à petit.
- 1973 : la New Zealand Federation of Phonographic Industry décide de reprendre en main l'évènement qui s'intitulera alors Recording Arts Talent Awards (RATA).
- 1978: la New Zealand Federation of Phonographic Industry change de nom et devient la Recording Industry Association of New Zealand (RIANZ) et renomme les récompenses qui deviennent les RIANZ awards.
- En 1996 et 1997 : la cérémonie, sponsorisée par un opérateur de télécommunication, s'intitule alors Clear Music and Entertainment Awards.
- depuis 1999 : création du trophée nommé TUI, en référence au Méliphage tui, un passereau endémique de Nouvelle-Zélande. L'évènement prend son nom actuel de New Zealand Music Awards, devant lequel est éventuellement accolé le nom du sponsor principal, Coca-Cola en 1999, Vodafone depuis 2004[1].

## Retransmission
Télévisée de 1970 à 1972, la cérémonie disparaît ensuite des écrans jusqu'en 2004.  
Initialement sur invitation, le show est ouvert au public depuis 2008 et son installation à la Vector Arena d'Auckland, dont la configuration permet de vendre des places au public, tout en conservant un important parterre d'invités. 

## Liens
- (en) Site officiel
- (en) Palmarès depuis 1965 : NZMA past winners